# Liège-Bastogne-Liège 1893
La 2e édition de la course cycliste Liège-Bastogne-Liège  a eu lieu le 28 mai 1893 et a été remportée pour la deuxième fois par le Belge Léon Houa. L'épreuve comptait 250 kilomètres et le vainqueur la termina en 10 h 42 min 0 s, soit 23,36 km/h de moyenne. Cette édition était réservée aux coureurs amateurs et organisée par le S.C. Liégeois,.

## Classement final
| Cycliste              | Pays     |    | Temps       |
| 1. Léon Houa          | Belgique | en | 10 h 42 min |
| 2. Michael Borisowski | Belgique | +  | 30 min      |
| 3. Charles Collette   | Belgique |    | 32 min      |
| 4. Richard Fischer    | Belgique |    | 52 min      |
| 5. Louis Rasquinet    | Belgique |    | 1 h 00 min  |
| 6. René Nulens        | Belgique |    | 1 h 24 min  |
| 7. Henri Thanghe      | Belgique |    | 1 h 30 min  |
| 8. Degraa             | Belgique |    | 1 h 36 min  |
| 9. Lucien Loppart     | Belgique |    | 2 h 08 min  |
| 10. Van Haerne        | Belgique |    | 2 h 15 min  |